# Vankor 350
Das Vankor 350 war ein Autorennen der NASCAR Camping World Truck Series, das seit 1999 auf dem Texas Motor Speedway in Fort Worth, Texas stattfand. Die 350 im Namen des Rennens standen in diesem Fall für die Kilometerzahl und nicht wie so oft für die Meilenzahl.

## Bisherige Sieger
- 2010: Kyle Busch
- 2009: Kyle Busch
- 2008: Ron Hornaday Jr.
- 2007: Ted Musgrave
- 2006: Clint Bowyer
- 2005: Todd Bodine
- 2004: Todd Bodine
- 2003: Brendan Gaughan
- 2002: Brendan Gaughan
- 2001: Travis Kvapil
- 2000: Bryan Reffner
- 1999: Jay Sauter